# Leo Sternbach
Leo Henryk Sternbach (7 de mayo de 1908 – 28 de septiembre de 2005) fue un químico polaco-estadounidense a quien se le atribuye la primera síntesis de benzodiazepinas, la principal clase de sedantes.

## Antecedentes y familia

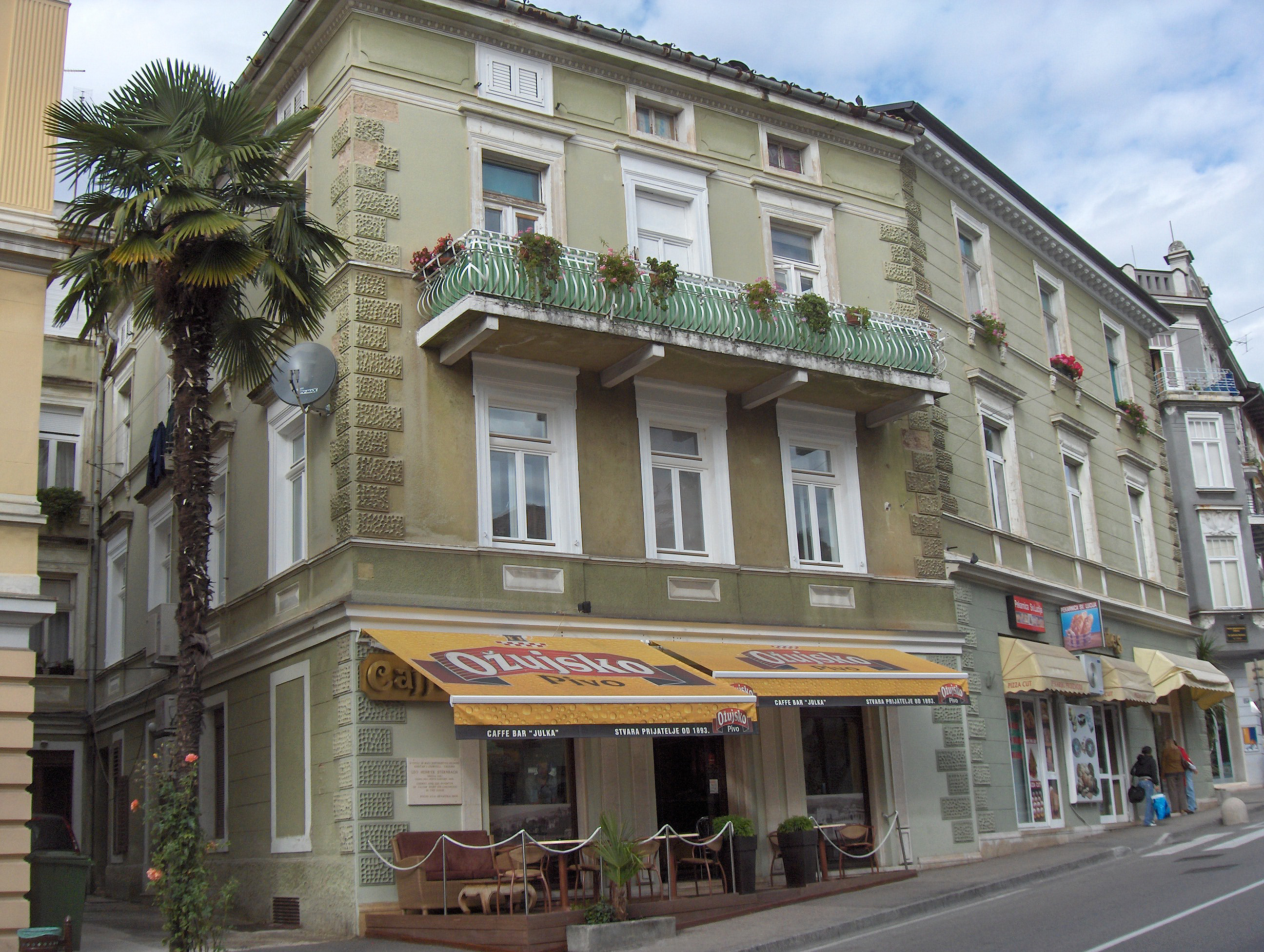
Villa Adriática en donde Leo Sternbach pasó su infancia en Opatija, Croacia

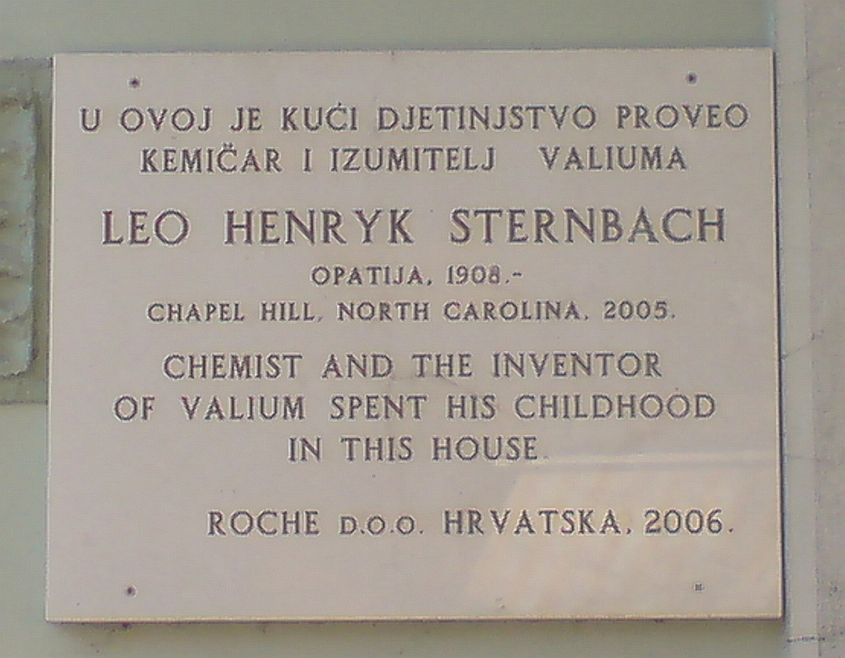
Placa conmemorativa a Leo Sternbach en su lugar de nacimiento en Opatija, Croacia

Sternbach nació en Opatija, Imperio austrohúngaro, en una familia judía de clase media alta. Tuvo un hermano menor, Giusi. Su padre Michael Abracham Sternbach era de la ciudad polaca de Przemyśl en Galitzia (entonces parte de Austria-Hungría), y su madre Piroska Cohn era de Orosháza, Hungría. Los padres de Sternbach se conocieron y se casaron en Opatija, donde ambos vivían. La familia vivía en condiciones modestas, en un apartamento alquilado de cuatro habitaciones en el tercer piso de la "Vila Jadran" (Villa Adriática), cerca de la farmacia del padre de Sternbach. Sternbach asistió a una escuela privada alemana en Opatija hasta que fue cerrada en 1920 y, como no hablaba italiano, continuó sus estudios en Villach, Graz y Bielitz. En 1926, Sternbach se mudó con su familia a Cracovia, Polonia. Ese mismo año, su hermano menor Giusi murió de escarlatina, a la edad de quince años.

## Educación y carrera
Recibió su maestría en farmacia en 1929 y su doctorado en química orgánica en 1931 en la Universidad Jaguelónica de Cracovia, donde trabajó como ayudante de investigación hasta 1936. En 1937 recibió una beca de la Fundación Feliks Wiślicki. Se mudó a Viena y luego a Zúrich, donde continuó sus investigaciones iniciadas en Cracovia. En Viena trabajó con Wolfgang Joseph Pauli (padre) y el químico austríaco Sigmund Fränkel (1868 – 1939); Después de lo cual trabajó con Leopold Ružička en el Escuela Politécnica Federal de Zúrich. Cuando comenzó la guerra, todavía estaba en Suiza. Su madre, nacida en Hungría, sobrevivió escondida por los polacos. Mientras estaba en Basilea el 1 de junio de 1940, comenzó su carrera en Hoffmann-La Roche, donde trabajó hasta 2003. Se casó con Herta Kreuzer. En 1941 se trasladó a Estados Unidos para trabajar en Hoffmann-La Roche en Nutley (Nueva Jersey) escapando así de los nazis.
Mientras trabajaba para Hoffmann-La Roche en Nutley, Nueva Jersey, Sternbach realizó un trabajo importante en nuevos medicamentos. Se le atribuye el descubrimiento del clordiazepóxido (Librium), diazepam (Valium), flurazepam (Dalmane), nitrazepam (Mogadon), flunitrazepam (Rohypnol), clonazepam (Klonopin) y camsilato de trimetafán (Arfonad). Librium, basado en el compuesto R0 6-690 descubierto por Sternbach en 1956, fue aprobado para su uso en 1960. En 1963, se lanzó su versión mejorada, Valium, que se hizo sorprendentemente popular: entre 1969 y 1982, fue el fármaco más recetado en Estados Unidos, con más de 2 300 millones de dosis vendidas en su año pico, 1978. Con el químico estonio Moses Wolf Goldberg (1905-1964), Sternbach también desarrolló "el primer método comercialmente aplicable" para sintetizar biotina.
En 1971 recibió un doctorado honorario de la Universidad Técnica de Viena. En 1979 recibió el Premio ACS a la Invención Creativa (ACS Award for Creative Invention) de la Sociedad Estadounidense de Química. Sternbach poseía 241 patentes y sus descubrimientos ayudaron a convertir a Roche en un gigante de la industria farmacéutica. Una de cada cinco patentes de Roche llevaba el nombre de Sternbach. No se hizo rico con sus descubrimientos, pero fue feliz; trataba la química como una pasión y decía: "Siempre hice exactamente lo que quería hacer". Estuvo activo en su carrera hasta los 95 años. Sternbach residió durante mucho tiempo en Upper Montclair (Nueva Jersey), de 1943 a 2003. Luego se mudó a Chapel Hill (Carolina del Norte), donde murió en 2005.

## Legado
El libro Buena química: la vida y el legado del inventor de Valium Leo Sternbach (Good Chemistry: The Life and Legacy of Valium Inventor Leo Sternbach) fue publicado por McGraw Hill Education en 2004.

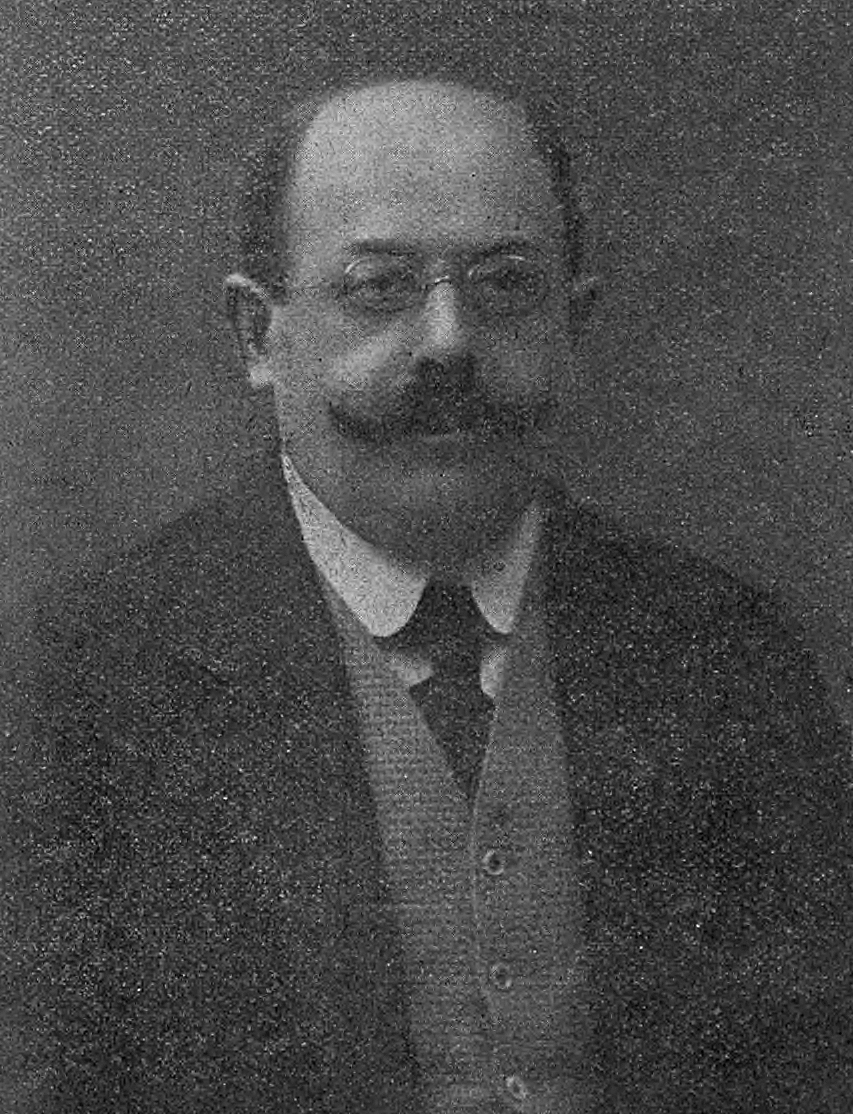
Leon Sternbach, tío de Leo Sternbach, en 1914

Leon Sternbach (1864-1940), hermano del padre de Leo Sternbach, fue un filólogo y clasicista polaco, profesor de la Universidad Jaguelónica y miembro de la Academia Polaca de Artes y Ciencias. De 1882 a 1886 estudió en Leipzig, Dresde y Viena. De regreso en Polonia Inició el estudio de la antigua Bizancio. En 1939, dos meses después de la invasión alemana de Polonia, bajo la ocupación nazi, Sternbach fue arrestado junto con otros 184 profesores y personal de la Universidad Jaguelónica por la Gestapo durante la operación Sonderaktion Krakau. Tras estar recluido en una prisión de la Gestapo de Cracovia, fue enviado al campo de concentración de Sachsenhausen, donde fue asesinado en 1940.